# Podnoszenie ciężarów na Letnich Igrzyskach Olimpijskich 2016 – waga do 56 kg mężczyzn
Rywalizacja w wadze do 56 kg mężczyzn w podnoszeniu ciężarów na Letnich Igrzyskach Olimpijskich 2016 odbyła się 7 i 8 sierpnia na obiekcie Riocentro.
Do zawodów zgłoszonych zostało 19 zawodników.

## Terminarz
Wszystkie godziny podane są w czasie brazylijskim (UTC-03:00) oraz polskim (CEST).
| Data            | Godzina rozpoczęcia | Godzina rozpoczęcia |         |
| Data            | UTC-03:00           | CEST                |         |
| --------------- | ------------------- | ------------------- | ------- |
| 7 sierpnia 2016 | 10:00               | 15:00               | Grupa B |
| 8 sierpnia 2016 | 19:00               | 00:00               | Grupa A |

## Rekordy
Przed rozpoczęciem zawodów aktualny rekord świata i rekord olimpijski był następujący:
| WR | Rwanie  | Wu Jingbiao | 139 kg | Houston | 21 listopada 2015 |
| WR | Podrzut | Om Yun-chol | 171 kg | Houston | 21 listopada 2015 |
| WR | Suma    | Halil Mutlu | 305 kg | Sydney  | 16 września 2000  |
| OR | Rwanie  | Halil Mutlu | 137 kg | Sydney  | 16 września 2000  |
| OR | Podrzut | Om Yun-chol | 168 kg | Londyn  | 29 lipca 2012     |
| OR | Suma    | Halil Mutlu | 305 kg | Sydney  | 16 września 2000  |

## Wyniki
| Pozycja | Grupa | Zawodnik                  | Reprezentacja   | Waga  | Rwanie | Rwanie | Rwanie | Podrzut | Podrzut | Podrzut | Wynik | Uwagi |
| Pozycja | Grupa | Zawodnik                  | Reprezentacja   | Waga  | 1      | 2      | 3      | 1       | 2       | 3       | Wynik | Uwagi |
| ------- | ----- | ------------------------- | --------------- | ----- | ------ | ------ | ------ | ------- | ------- | ------- | ----- | ----- |
| 1. !    | A     | Long Qingquan             | Chiny           | 55,68 | 132    | 135    | 137    | 161     | 166     | 170     | 307   | [ a ] |
| 2. !    | A     | Om Yun-chol               | Korea Północna  | 55,57 | 128    | 132    | 134    | 165     | 169     | 169     | 303   |       |
| 3. !    | A     | Sinphet Kruaithong        | Tajlandia       | 55,43 | 125    | 131    | 132    | 154     | 157     | 161     | 289   |       |
| 4.      | A     | Arli Czontiej             | Kazachstan      | 55,64 | 125    | 130    | 132    | 148     | 153     | 154     | 278   |       |
| 5.      | A     | Trần Lê Quốc Toàn         | Wietnam         | 55,85 | 117    | 121    | 123    | 148     | 154     | 157     | 275   |       |
| 6.      | A     | Habib De Las Salas        | Kolumbia        | 55,84 | 113    | 116    | 119    | 143     | 147     | 150     | 266   |       |
| 7.      | A     | Mirco Scarantino          | Włochy          | 55,91 | 115    | 115    | 120    | 143     | 146     | 149     | 264   |       |
| 8.      | B     | Luis Garcia               | Dominikana      | 55,56 | 110    | 115    | 118    | 140     | 145     | 145     | 263   |       |
| 9.      | A     | Witoon Mingmoon           | Tajlandia       | 55,67 | 113    | 113    | 116    | 148     | 151     | 151     | 261   |       |
| 10.     | B     | Edgar Pineda              | Gwatemala       | 56,00 | 103    | 108    | 111    | 140     | 140     | 143     | 251   |       |
| 11.     | B     | Hiroaki Takao             | Japonia         | 55,90 | 108    | 111    | 111    | 134     | 138     | 138     | 249   |       |
| 12.     | B     | Tan Chi-chung             | Chińskie Tajpej | 55,89 | 110    | 110    | 110    | 131     | 135     | 138     | 248   |       |
| 13.     | B     | Manueli Tulo              | Fidżi           | 55,81 | 103    | 106    | 109    | 130     | 136     | 139     | 242   |       |
| 14.     | B     | Tom Goegebuer             | Belgia          | 55,74 | 107    | 111    | 113    | 126     | 130     | 133     | 241   |       |
| 15.     | B     | Elson Brechtefeld         | Nauru           | 55,62 | 95     | 98     | 101    | 120     | 125     | 125     | 223   |       |
| -       | A     | Thạch Kim Tuấn            | Wietnam         | 55,55 | 130    | 130    | 133    | 157     | 160     | 160     | DNF   |       |
| -       | A     | Nestor Colonia            | Filipiny        | 55,11 | 120    | 125    | 125    | 154     | 154     | 154     | DNF   |       |
| -       | B     | Josue Brachi              | Hiszpania       | 55,67 | 120    | 120    | 120    | —       | —       | —       | DNF   |       |
| -       | B     | Ösöchbajaryn Czagnaadordż | Mongolia        | 55,65 | 103    | 103    | 103    | —       | —       | —       | DNF   |       |